# Sliedrecht Sport 2019-2020 (maschile)
Questa voce raccoglie le informazioni riguardanti lo Sliedrecht Sport nelle competizioni ufficiali della stagione 2019-2020.

## Organigramma societario
Area direttiva
- Presidente: Harm van der Veen

Area tecnica
- Allenatore: Paul van der Ven

## Rosa
| N° | Nome                 | Ruolo | Data di nascita  | Nazionalità sportiva |
| -- | -------------------- | ----- | ---------------- | -------------------- |
| 1  | Niels Vermeulen      | P     | 1995             | Paesi Bassi          |
| 2  | Rick van der Sluis   | P     | 1999             | Paesi Bassi          |
| 3  | Marius den Hartog    | O     | 1999             | Paesi Bassi          |
| 4  | Michael van Leeuwe   | C     | 1988             | Paesi Bassi          |
| 5  | Yorick de Groot      | S     | 6 luglio 2000    | Paesi Bassi          |
| 6  | Bart Yark            | S     | 22 febbraio 1994 | Paesi Bassi          |
| 7  | Wessel Anker         | C     | 25 giugno 1990   | Paesi Bassi          |
| 8  | David Azantinlow     | C     | 1984             | Paesi Bassi          |
| 9  | Jeffrey van Wijk     | S     | 24 febbraio 1993 | Paesi Bassi          |
| 10 | Gerard Baan          | O     | 1993             | Paesi Bassi          |
| 11 | Mart de Groot        | L     | 11 ottobre 2002  | Paesi Bassi          |
| 12 | Ruben van der Leeden | L     | 1992             | Paesi Bassi          |

## Statistiche

### Statistiche di squadra
| Competizione          | Punti | In casa | In casa | In casa | In trasferta | In trasferta | In trasferta | Totale | Totale | Totale |
| Competizione          | Punti | G       | V       | P       | G            | V            | P            | G      | V      | P      |
| --------------------- | ----- | ------- | ------- | ------- | ------------ | ------------ | ------------ | ------ | ------ | ------ |
| Eredivisie            | 39    | 11      | 7       | 4       | 11           | 8            | 3            | 22     | 15     | 7      |
| Coppa dei Paesi Bassi | -     | 1       | 0       | 1       | 1            | 1            | 0            | 2      | 1      | 1      |
| Totale                | -     | 12      | 7       | 5       | 12           | 9            | 3            | 24     | 16     | 8      |